# Pazifische Hurrikansaison 2012
Die Pazifische Hurrikansaison 2012 begann im östlichen Pazifik offiziell am 15. Mai und im Zentralpazifik am 1. Juni. Sie endete am 30. November. In diesem Zeitraum bilden sich üblicherweise die meisten tropischen Stürme, da in diesem Zeitraum gute Bedingungen für die Bildung von Hurrikans vorliegen, so ist der Ozean warm genug, die Luftfeuchtigkeit ist hoch und kaum Windscherung, allerdings könnte sich ein tropischer Sturm zu jeder Zeit bilden. Alle Stürme nördlich des Äquators und östlich von 180° W gehören dazu. Die Stürme, die sich westlich von 180° W bilden, nennt man Taifune und sind Bestandteil der Pazifischen Taifunsaison 2012.
Die Saison startete frühzeitig mit der Bildung des tropischen Sturms Aletta am 14. Mai, einen Tag vor dem offiziellen Beginn der Hurrikansaison. Mit Hurrikan Bud entwickelte sich eine Woche nach Aletta der erste Hurrikan der Saison. Bud erreichte die Stärke eines schweren Hurrikans, schwächte sich jedoch vor dem Landfall an der Küste von Jalisco zu einem tropischen Sturm ab. Auch Hurrikan Carlotta gelangte über Land. Carlotta führte zum Tod von mindestens sieben Personen. Die nächsten beiden Hurrikane, Daniel und Emilia, folgten einem ähnlichen Kurs nach Westen auf den offenen Pazifischen Ozean und intensivierten sich beide in einen schweren Hurrikan. Kurz nach Emilia entwickelte sich auch Fabio und war somit der letzte einer Serie von drei Hurrikanen im Juli. Nach Fabios Auflösung wurde es still. Erst am 7. August entwickelte sich Gilma, die sich aber weit entfernt vom Land bildete und somit auch kein Land bedrohte. Am Tag der Auflösung von Gilma konnte sich an der mexikanischen Pazifikküste ein Gebiet niedrigen Luftdruckes entwickeln, das noch am selben Tag zum Tropensturm Hector wurde. Hector bedrohte zunächst kein Land, nur sein Resttief sorgte für Regen in Mexiko. Nach Hurrikan Ileana zur Monatswende August/September folgten die schwachen tropischen Stürme John und Kristy, die aber beide Mexikos Wetter beeinflussten. Lane entwickelte sich am 15. September weit draußen auf dem Pazifik und bedrohte somit kein Land. Ende September konnte sich aus einem Gebiet niedrigen Luftdruckes an der Küste Mexikos der Tropensturm Miriam bilden, der sich rapide in einen Major-Hurrikan verstärkte und dessen Resttief Teile des nördlichen Mexikos sowie Texas beeinflusste. Auf Miriam folgte Norman, der sich am 28. September im äußersten Süden des Golfs von Kalifornien bilden konnte. Er entwickelte sich aber nur in einen schwachen tropischen Sturm und ging als tropisches Tiefdruckgebiet über Sinaloa an Land. Nach einer Woche Stille konnte sich am 6. Oktober der Tropensturm Olivia bilden, der rapide aus einem Gebiet niedrigen Luftdruckes entstand. Paul bildete sich am Ende der 2. Oktoberwoche und begann eine rapide Intensivierung, bevor er über Niederkalifornien an Land geht. Der letzte Sturm dieser Saison, Rosa, bildete sich am 30. Oktober und löste sich am 3. November auf.

## Stürme

### Sturmnamen
Die folgenden Namen wurden in dieser Saison vergeben. Dies ist die gleiche Liste, die auch in der Saison 2006 eingesetzt wurde.
Aletta, Bud, Carlotta, Daniel, Emilia, Fabio, Gilma, Hector, Ileana, John, Kristy, Lane, Miriam, Norman, Olivia, Paul und Rosa
Nicht zur Anwendung kamen:
Sergio, Tara, Vicente, Willa, Xavier, Yolanda und Zeke

### Tropischer Sturm Aletta
Am 12. Mai bildete sich etwa 890 km südsüdwestlich von Acapulco, Mexiko eine tropische Störung. Die Störung bewegte sich schnell nach Nordwesten, bevor sie stationär wurde und sich rasch zu vertiefen begann. Nach der Einschätzung des National Hurricane Center (NHC) intensivierte sich das System früh am 14. Mai zum tropischen Tiefdruckgebiet Eins-E, dem ersten der Saison im östlichen Pazifischen Ozean. Das Tiefdruckgebiet bildete sich einen Tag vor dem offiziellen Beginn der Hurrikansaison 2012 und war seit dem Tropischen Sturm Eins-E am 13. Mai 1996 das erste tropische System, das sich im östlichen Pazifik vor dem offiziellen Beginn der Hurrikansaison gebildet hat. Früh am 15. Mai stufte das NHC das Tiefdruckgebiet zum tropischen Sturm Aletta hoch. Am nächsten Tag erreichte Aletta ihren Höhepunkt mit Windgeschwindigkeiten von 85 km/h und einem minimalen Luftdruck von 1000 hPa. Später am 16. Mai traf Aletta auf ein Gebiet mit zunehmender Windscherung und trockener Luft. Darum schwächte sich der Sturm zu einem schwachen tropischen Sturm ab, der Windgeschwindigkeiten von nur 65 km/h besaß. Nur wenige Stunden später gab das National Hurricane Center bekannt, dass Aletta nur noch ein tropisches Tiefdruckgebiet war, das zunehmend an Konvektion verlor, nachdem es eine westnordwestliche Zugbahn eingeschlagen hatte. Im Laufe des 17. Mai verlor Aletta einen Großteil der Konvektion, konnte sich jedoch etwa regenerieren, als der Sturm nach Norden bog. Am nächsten Tag büßte der Sturm wegen starker Windscherung die Konvektion im Westen und Süden vollständig ein. Aletta bewegte sich nach Nordosten, und die Abschwächung setzte sich fort, ehe Aletta am 19. Mai außertropisch wurde und auf eine ostwärts gerichtete Bahn einschwenkte. Alettas Reste zogen dann rasch und ohne Gewittertätigkeit nach Westen, bis sie sich am 21. Mai vollständig auflösten.
- NHC Sturmarchiv zu Tropensturm Aletta (englisch)
- NHC Grafikenarchiv zu Tropensturm Aletta (englisch)
- NHC Tropical Cyclone Report on Tropical Storm Aletta (englisch; PDF; 375 kB)

### Hurrikan Bud
Am 12. Mai bildete sich ein Tiefdruckgebiet südlich von Ost-Panama. Das System organisierte sich langsam, als es Richtung Westen zog. Da der Sturm am 15. Mai Konvektion zeigte, wurde er ab diesem Tag vom NHC überwacht. Als der Sturm Richtung Nord-Nordwesten zog, organisierte er sich deutlich. Am 17. Mai begann Windscherung das Tiefdruckgebiet zu schwächen, das System blieb aber bestehen. Ab dem 20. Mai verstärkte sich der Sturm rapide. Deswegen berichtete das NHC am 21. Mai, dass das System als tropisches Tiefdruckgebiet Zwei-E klassifiziert wurde. Am nächsten Tag organisierte sich das System in einen tropischen Sturm und bekam den Namen Bud, als es Richtung Westen driftete. Zu diesem Zeitpunkt besaß Bud Windgeschwindigkeiten von 65 km/h und war ein schwacher tropischer Sturm. Bud hielt diese Intensität für einen Tag. Denn am 23. Mai startete Buds rapide Intensivierung in einem Kategorie-3-Hurrikan. Zunächst aber verstärkte sich Bud am Nachmittag des 23. Mai in einen starken tropischen Sturm mit Windgeschwindigkeiten von 110 km/h. Am nächsten Morgen setzte Bud seine Intensivierung weiter fort, sodass der Sturm sich erst zu einem Hurrikan der Kategorie 1 und später zu einem Hurrikan der Kategorie 2 verstärkte. Später am 24. Mai drehte Bud Richtung Nordosten und fing an sich der Westküste Mexikos zu nähern. Bei der Annäherung wurde erwartet, dass Bud sich nun wieder abschwächen werde. Doch genau das Gegenteil geschah und Bud verstärkte sich in Hurrikan der Kategorie 3 mit Windgeschwindigkeiten von 185 km/h und einem Luftdruck von 961 hPa. Bud war in der Lage, diesen Status für mehrere Stunden zu halten, während seine äußeren Regenbänder die Westküste Mexikos erreichten. Früh am 25. Mai schwächte sich Bud vor dem Erreichen der Küste des Festlands zu einem Hurrikan der Kategorie 2 ab. Der Sturm schwächte sich rasch weiter ab, während er langsam in Richtung Festland zog, und Bud verlor schnell einen Großteil seiner Konvektion. Während der Nachmittagsstunden des 25. Mai schwächte sich Bud zu einem starken tropischen Sturm ab und ging über Jalisco, Mexiko an Land. Früh am 26. Mai degenerierte Bud zu einem Resttief.
- NHC's Sturmarchiv zu Hurrikan Bud (englisch)
- NHC's Grafikenarchiv zu Hurrikan Bud (englisch)
- NHC's Tropical Cyclone Report on Hurricane Bud (englisch; PDF; 610 kB)

### Hurrikan Carlotta
Im Ostpazifik wurde eine tropische Welle am Morgen des 14. Juni rasch zum tropischen Tiefdruckgebiet Drei-E. Am selben Tag aktualisierte das National Hurricane Center Drei-E zu einem tropischen Sturm und nannte ihn Carlotta. Anfangs hatte Carlotta noch Windgeschwindigkeiten von 75 km/h und einen minimalen Luftdruck von 1000 hPa. Als der Sturm dann aber auf wärmere Gewässer traf, intensivierte sich Carlotta rasch und wurde am 15. Juni zu einem starken tropischen Sturm mit Windgeschwindigkeiten von 110 km/h und einem minimalen Luftdruck von 990 hPa. Später am selben Tag wurde Carlotta erst zu einem Hurrikan der Kategorie 1, dann zu einem Kategorie-2-Hurrikan. Bevor Carlotta am Abend des 15. Juni Landfall über Puerto Escondido, Mexiko macht, schwächt sich der Sturm zu einem Kategorie-1-Hurrikan ab. Über Land schwächt sich Carlotta am 16. Juni rasch weiter zu einem tropischen Sturm, und dann schließlich auch zu einem tropischen Tiefdruckgebiet ab. In der Nacht zum 17. Juni degeneriert Carlotta zu einem Resttief.
In Verbindung mit Carlotta wurden Überflutungen und Erdrutsche gemeldet. Es wurden ebenfalls 3 Todesopfer gemeldet.
- NHC's Sturmarchiv zu Hurrikan Carlotta (englisch)
- NHC's Grafikenarchiv zu Hurrikan Carlotta (englisch)
- NHC's Tropical Cyclone Report on Hurricane Carlotta (englisch; PDF; 530 kB)

### Hurrikan Daniel
Früh am 2. Juli begann das National Hurricane Center mit der Beobachtung einer Zone gestörten Wetters, die sich etwa 765 km südsüdöstlich von Acapulco befand. Im Laufe der nächsten 24 Stunden organisierte sich die Störung immer besser, sodass früh am 3. Juli ein Tropical Cyclone Formation Alert ausgerufen wurde. Am Morgen des 4. Juli hatte das System genug Organisation, um als Tropisches Tiefdruckgebiet Vier-E klassifiziert zu werden. Am nächsten Tag wurde aus dem tropischen Tiefdruckgebiet ein tropischer Sturm, der den Namen Daniel erhielt. Nachdem Daniel auf ein Gebiet mit guten Bedingungen zur weiteren Entwicklung getroffen war und auch zwei Tage in diesem Gebiet geblieben war, erreichte der Sturm Hurrikan-Status. Früh am 8. Juli verstärkt Daniel sich rasch weiter und war fortan ein Kategorie-2-Hurrikan. Später an diesem Tag erreichte Daniel seinen Höhepunkt als Kategorie-3-Hurrikan mit Windgeschwindigkeiten von 185 km/h und einem Luftdruck von 961 hPa, obwohl Daniel längst über kühlere Gewässer zog. Den Status als schwerer Hurrikan konnte Daniel allerdings nur kurz halten, denn bereits sechs Stunden später erschien sein Auge weniger gut definiert und der Sturm schwächte sich in einen Hurrikan der Kategorie 2 ab. Im Laufe des 9. Juli wurde Daniel wegen ungünstiger Bedingungen zu einem Kategorie-1-Hurrikan abgestuft. Früh am 10. Juli setzt Daniel seine Abschwächung weiter fort, da er über immer kühleres Wasser zog. Dabei wurde auch die Größe des Sturms geringer. Am nächsten Tag war Daniels Zirkulationszentrum moderater vertikaler Windscherung ausgesetzt, zu diesem Zeitpunkt war Daniel bereits nur noch ein schwacher tropischer Sturm mit Windgeschwindigkeiten von nur 65 km/h. Später am 11. Juli schwächte sich Daniel weiter in ein tropisches Tiefdruckgebiet ab und degenerierte südsüdöstlich von Hawaii zu einem Resttief. Die Reste von Daniel blieben für fast eine Woche bestehen und hatten minimale Auswirkungen auf Hawaii.
- NHC's Sturmarchiv zu Hurrikan Daniel (englisch)
- NHC's Grafikenarchiv zu Hurrikan Daniel (englisch)
- NHC's Tropical Cyclone Report on Hurricane Daniel (englisch; PDF; 373 kB)

### Hurrikan Emilia
Eine kleine, aber gut organisierte Zone von gestörtem Wetter war organisiert genug, um am 7. Juli als Tropisches Tiefdruckgebiet Fünf-E klassifiziert zu werden. Zu diesem Zeitpunkt befand sich das System 800 km südsüdwestlich von Acapulco, Mexiko. Später am selben Tag hatte das Tiefdruckgebiet genug Stärke gewonnen, um als tropischer Sturm, der den Namen Emilia erhielt, klassifiziert zu werden, dem fünften benannten der Saison. Früh am 9. Juli erreicht Emilia Hurrikan-Status und fing an sich rapide zu verstärken, was nur dadurch möglich wurde, dass der nach Westen abziehende Hurrikan Daniel jetzt nicht mehr den östlichen Abflusskanal versperrte. Dies hatte die Entwicklung von Emilia stark beeinträchtigt. Früh am 10. Juli erreichte Emilia ihren Höhepunkt als Hurrikan der Kategorie 4 mit Spitzengeschwindigkeiten von 220 km/h und einem minimalen Luftdruck von 945 hPa. Nach ihrem Höhepunkt begann Emilia zwischen einem starken Hurrikan der Kategorie 3 und einem schwächeren Hurrikan der Kategorie 2 zu schwanken. Obwohl der Sturm bereits über kühle Gewässer zog, konnte Emilia ihre Intensität wegen ihrer ringförmigen Struktur aufrechterhalten. Spät am 12. Juli allerdings war Emilias Auge auf den Satellitenbildern nicht mehr zu erkennen, da sich der Sturm in einen Kategorie-1-Hurrikan abgeschwächt hatte. Früh am nächsten Morgen wurde beobachtet, dass Emilia denselben Weg wie Daniel nur etwas nördlicher zog, sodass sich der Sturm aufgrund der schlechten Bedingungen in diesem Gebiet zu einem tropischen Sturm abschwächte. Diesen Status hielt Emilia nur kurz, da sie wegen der sehr kühlen Wasseroberflächentemperaturen am 15. Juli zu einem außertropischen Resttief degenerierte. Am 17. Juli brachte das Resttief von Emilia minimale Auswirkungen nach Hawaii, als es dort südlich vorbeizog.
Emilia nahm einen sehr ähnlichen Weg wie Daniel ein paar Tage zuvor.
- NHC Sturmarchiv zu Hurrikan Emilia (englisch)
- NHC Grafikenarchiv zu Hurrikan Emilia (englisch)
- NHC Tropical Cyclone Report on Hurricane Emilia (englisch; PDF; 1,2 MB)

### Hurrikan Fabio
Früh am 12. Juli gewann ein gut organisiertes Tiefdruckgebiet genug Stärke, um am selben Tag südlich von Mexiko als Tropisches Tiefdruckgebiet Sechs-E klassifiziert zu werden. Nur wenige Stunden später war die Organisation des Tiefdruckgebiets so gut, dass es sich zum Tropischen Sturm Fabio verstärkte, dem sechsten benannten Sturm der Saison. Im Laufe der Nachmittagsstunden des 13. Juli verstärkte sich Fabio in einen Kategorie-1-Hurrikan mit Windgeschwindigkeiten von 130 km/h. In der Nacht zum 14. Juli setzte Fabio seine rasche Intensivierung fort und war fortan ein starker Kategorie-1-Hurrikan mit Windgeschwindigkeiten von rund 150 km/h und einem minimalen Luftdruck von 979 hPa. Der Sturm hielt diese Intensität für eine Weile, bevor er sich in den Nachmittagsstunden des 14. Juli rasch und unerwartet in einen Kategorie-2-Hurrikan mit einem gut definierten Auge verstärkte. Nach 24 Stunden jedoch traf Fabio auf ein Gebiet von trockener Luft und kühleren Gewässern, sodass er sich zunächst zu einem Kategorie-1-Hurrikan und später auch zu einem tropischen Sturm abschwächte. Im Laufe des 17. Juli schwächte sich Fabio vor der Küste des zentralen Baja California ohne jegliche Konvektion zu einem tropischen Tiefdruckgebiet ab. Am 18. Juli degenerierte Fabio zu einem außertropischen Resttief. Die Reste von Fabio gingen am 19. Juli über Südkalifornien an Land und zogen danach über Nevada, bis sie am 20. Juli über Oregon von einem außertropischen Tief absorbiert wurden.
- NHC's Sturmarchiv zu Hurrikan Fabio (englisch)
- NHC's Grafikenarchiv zu Hurrikan Fabio (englisch)
- NHC's Tropical Cyclone Report on Hurricane Fabio (englisch; PDF; 160 kB)

### Hurrikan Gilma
Am 5. August begann das NHC mit der Überwachung einer Zone gestörten Wetters an der Küste von Mexiko. Nach und nach begann sich das System zu organisieren und verstärkte sich am 7. August in das tropische Tiefdruckgebiet Sieben-E. Sechs Stunden später stufte das National Hurricane Center das Tiefdruckgebiet zu einem tropischen Sturm hoch, der den Namen Gilma erhielt. Am nächsten Tag begann Gilma sich stark zu organisieren und wurde nur einen Tag nach ihrer Bildung zu einem Hurrikan. Nachdem Gilma am 9. August in kühlere Gewässer zog, stufte das National Hurricane Center den Hurrikan zu einem tropischen Sturm herab. Zu diesem Zeitpunkt hatte Gilma bereits fast ihre gesamte Konvektion verloren und degenerierte am 11. August zu einem außertropischen Resttief.
- NHC Sturmarchiv zu Hurrikan Gilma (englisch)
- NHC Grafikenarchiv zu Hurrikan Gilma (englisch)
- NHC Tropical Cyclone Report on Hurricane Gilma (englisch; PDF; 151 kB)

### Tropischer Sturm Hector
Das tropische Tiefdruckgebiet Acht-E entstand am 11. August mithilfe der Reste von Hurrikan Ernesto. Das System verstärkt sich noch am selben Abend in einen tropischen Sturm und bekam den Namen Hector. Bis zum 14. August hielt Hector diesen Status und erreichte Windgeschwindigkeiten von 85 km/h und einen minimalen Luftdruck von rund 995 hPa. Am 15. August traf der Sturm allerdings auf ein Gebiet von kühleren Gewässern und starker Windscherung und Hector schwächte sich zu einem tropischen Tiefdruckgebiet ab. Einen Tag später degenerierte Hector zu einem Resttief.
- NHC Sturmarchiv zu Tropensturm Hector (englisch)
- NHC Grafikenarchiv zu Tropensturm Hector (englisch)
- NHC Tropical Cyclone Report on Tropical Storm Hector (englisch; PDF; 159 kB)

### Hurrikan Ileana
Das tropische Tiefdruckgebiet Neun-E entstand am Abend des 27. August. In der Nacht zum folgenden Tag aktualisierte das National Hurricane Center das Tiefdruckgebiet zu einem tropischen Sturm und nannte diesen Ileana. Wegen günstiger Bedingungen in den folgenden Tagen konnte sich der Sturm am 29. August in einen Hurrikan verstärken. Nachdem Ileana in der Nacht zum 31. August ihren Höhepunkt mit andauernden Windgeschwindigkeiten von 140 km/h und einem minimalen Luftdruck von 978 hPa erreicht hatte, zog sie am 1. September in kühlere Gewässer und begann sich schnell in einen tropischen Sturm abzuschwächen. Am 2. September degenerierte Ileana, die inzwischen nur noch ein tropisches Tiefdruckgebiet war, zu einem Resttief.
- NHC's Sturmarchiv zu Hurrikan Ileana (englisch)
- NHC's Grafikenarchiv zu Hurrikan Ileana (englisch)
- NHC's Tropical Cyclone Report on Hurricane Ileana (englisch; PDF; 335 kB)

### Tropischer Sturm John
Am Abend des 2. Septembers bildete sich rund 480 km südsüdwestlich von Niederkalifornien das tropische Tiefdruckgebiet Zehn-E. Am folgenden Tag bildete das Tiefdruckgebiet eine schwache Zirkulation und schwache Konvektion auf, was das National Hurricane Center dazu veranlasste, es in den tropischen Sturm John hochzustufen. John erreichte an diesem Tag Windgeschwindigkeiten von 75 km/h und einen minimalen Luftdruck von 1000 hPa, dies entspricht einem schwachen tropischen Sturm. Aufgrund starker Windscherung und kühlerer Gewässer westlich von Niederkalifornien konnte sich John nicht mehr weiterentwickeln und schwächte sich am Abend des 3. Septembers in ein tropisches Tiefdruckgebiet ab. Am 4. September degenerierte John zu einem außertropischen Resttief.
- NHC's Sturmarchiv zu Tropensturm John (englisch)
- NHC's Grafikenarchiv zu Tropensturm John (englisch)
- NHC's Tropical Cyclone Report on Tropical Storm John (englisch; PDF; 1,9 MB)

### Tropischer Sturm Kristy
Früh am 9. September entwickelte sich ein paar hundert Meilen südlich des Golfs von Tehuantepec ein schwaches Gebiet von niedrigem Luftdruck und begann Richtung Westen-Nordwesten zu ziehen. Aufgrund warmer Gewässer und schwacher Windscherung konnte sich das System immer mehr organisieren und das NHC gab eine mittlere Chance für die Entstehung eines tropischen Tiefdruckgebietes. In den Abendstunden des 11. Septembers bekam das System vom NHC eine hohe Chance und wurde am folgenden Morgen zum tropischen Tiefdruckgebiet Elf-E. Nur 6 Stunden nach der Bildung verstärkte es sich in einen tropischen Sturm, der den Namen Kristy erhielt. Der Sturm war hartnäckig und hielt seine Intensität 5 Tage, obwohl die Bedingungen recht schlecht waren. Am 16. September wurde Kristy zu einem tropischen Tiefdruckgebiet heruntergestuft und degenerierte am folgenden Tag zu einem außertropischen Resttief.
- NHC's Sturmarchiv zu Tropensturm Kristy (englisch)
- NHC's Grafikenarchiv zu Tropensturm Kristy (englisch)
- NHC's Tropical Cyclone Report on Tropical Storm Kristy (englisch; PDF; 169 kB)

### Hurrikan Lane
Lane entstand von einem Gebiet niedrigen Luftdruckes, das sich am 13. September westlich von Tropensturm Kristy bildete. Zunächst gab das NHC nur eine schlechte Chance zur weiteren Entwicklung der Störung, da sie zu nah an Kristy entstand und erwartet wurde, dass sie mit dem Sturm interagiert. Am folgenden Tag bewegte sich das System Richtung Westen und zeigte keine Interaktion mit Kristy, weshalb es am 15. September zum tropischen Tiefdruckgebiet Zwölf-E aktualisiert wurde. Das Tiefdruckgebiet konnte sich am selben Tag noch soweit organisieren, sodass es in der Nacht zum 16. September zum tropischen Sturm Lane heraufgestuft wurde. Zunächst glaubte man, dass Lane sich nur ein tropischer Sturm bleibe. Dies änderte sich aber am Morgen des 17. Septembers, als Lane ein deutliches Auge zeigte und zu einem Hurrikan aktualisiert wurde. Diesen Status konnte der Hurrikan 30 Stunden halten, bevor er sich am Nachmittag des 18. Septembers wieder in einen tropischen Sturm abschwächte.
- NHC's Sturmarchiv zu Hurrikan Lane (englisch)
- NHC's Grafikenarchiv zu Hurrikan Lane (englisch)
- NHC's Tropical Cyclone Report on Hurricane Lane (englisch; PDF; 150 kB)

### Hurrikan Miriam
Am 21. September hatte sich ein Gebiet niedrigen Luftdruckes soweit organisiert, sodass es am nächsten Tag als tropisches Tiefdruckgebiet Dreizehn-E klassifiziert wurde. Am frühen Morgen des 22. Septembers zeigte das Tiefdruckgebiet immer mehr Konvektion und immer mehr Zirkulation, sodass es später am selben Tag zum tropischen Sturm Miriam wurde. Zunächst konnte sich Miriam wegen schlechter Bedingungen nicht weiter als in einen tropischen Sturm entwickeln. Doch am Abend des 23. Septembers startete Miriam eine rapide Intensivierung und verstärkte sich in nur 18 Stunden von einem tropischen Sturm in einen Major-Hurrikan der Kategorie 3 mit Windgeschwindigkeiten von 195 km/h und einem minimalen Luftdruck von rund 959 hPa. Nach Miriams Höhepunkt am Nachmittag und Abend des 24. Septembers traf der Hurrikan am 25. September auf ein Gebiet schlechter Bedingungen, sodass sich Miriam rapide abschwächte und am Abend des 25. Septembers nur noch ein Hurrikan der Kategorie 1 mit Windgeschwindigkeiten von 140 km/h war. Miriam setzte ihre Abschwächung auch am 26. September fort und zog direkt in die Zone westlich von Niederkalifornien. Dort schwächte sich der Hurrikan am selben Tag in einen tropischen Sturm ab. Im Laufe des 27. Septembers verlor Miriam weiter an Kraft und degenerierte in der Nacht zum 28. September zu einem außertropisches Resttief. In den nächsten Tagen änderte das Resttief Miriams seine Zugrichtung nach Osten und zog über Niederkalifornien hinweg. Am 1. Oktober kam das Resttief über Texas an und wurde dabei weiterhin schwächer. Am 3. Oktober wurden die Reste des Systems von einem Monsuntrog aus dem Süden absorbiert.
- NHC's Sturmarchiv zu Hurrikan Miriam (englisch)
- NHC's Grafikenarchiv zu Hurrikan Miriam (englisch)
- NHC's Tropical Cyclone Report on Hurricane Miriam (englisch; PDF; 468 kB)

### Tropischer Sturm Norman
Früh am 25. September begann das National Hurricane Center ein Gebiet niedrigen Luftdruckes zu beobachten, das sich ein paar hundert Meilen südlich von Acapulco, Mexiko befand. Im Laufe der nächsten beiden Tage konnte sich das Gebiet immer besser organisieren, sodass es am 28. September um 15:00 Uhr UTC als tropischer Sturm Norman klassifiziert wurde. Zu diesem Zeitpunkt befand sich Norman 135 km östlich von Cabo San Lucas, Mexiko. Norman schwächte sich ab, als er die Küste von Sinaloa erreichte und schwächte sich früh am 29. September zu einem tropischen Tiefdruckgebiet ab. Das Tiefdruckgebiet geht am selben Tag über Sinaloa an Land und erreichte schnell den Golf von Kalifornien. Am Mittag des 29. Septembers hatte sich Normans Konvektion so weit aufgelöst, sodass er am späten Nachmittag desselben Tages zu einem außertropischen Resttief degenerierte. Früh am 30. September löste sich das Resttief von Norman vollständig auf.
- NHC's Sturmarchiv zu Tropensturm Norman (englisch)
- NHC's Grafikenarchiv zu Tropensturm Norman (englisch)
- NHC's Tropical Cyclone Report on Tropical Storm Norman (englisch; PDF; 459 kB)

### Tropischer Sturm Olivia
Am 2. Oktober bildete sich vor der Küste Mexikos ein Gebiet niedrigen Luftdruckes, das im Laufe der folgenden Tage zunächst sehr unorganisiert blieb. Am 5. Oktober begann sich das Gebiet allerdings sehr rasant zu organisieren, als es sich schon weit weg von der Küste befand. Am Nachmittag des 6. Oktobers hatte es sich so gut organisiert, sodass es als tropisches Tiefdruckgebiet Fünfzehn-E klassifiziert wurde. Nur 6 Stunden nach der Bildung verstärkte sich das Tiefdruckgebiet in einen tropischen Sturm, der den Namen Olivia bekam und sich schnell entwickelte. Bereits am Morgen des 7. Oktobers erreichte Olivia ihren Höhepunkt mit Windgeschwindigkeiten von 95 km/h und einem minimalen Luftdruck von 998 hPa. Im Laufe dieses Tages begann der Sturm diesen Status konstant zu halten, bevor er sich am frühen Morgen des 8. Oktobers ein wenig abschwächte. Nachdem Olivia sich ein wenig abgeschwächt hatte, wurde sie immer unorganisierter und schwächte sich am Morgen des 9. Oktobers in ein tropisches Tiefdruckgebiet ab. Kurz darauf degenerierte Olivia zu einem Resttief. Früh am 11. Oktober löste sich das Resttief von Olivia vollständig auf.
- NHC's Sturmarchiv zu Tropensturm Olivia (englisch)
- NHC's Grafikenarchiv zu Tropensturm Olivia (englisch)
- NHC's Tropical Cyclone Report on Tropical Storm Olivia (englisch; PDF; 140 kB)

### Hurrikan Paul
Früh am 10. Oktober begann das NHC ein Gebiet von Schauern und Gewittern mehrere hundert Meilen westlich von Mittelamerika zu beobachten. Als das System Richtung Westen zog, konnte es sich langsam entwickeln. Am 13. Oktober hatte es sich soweit organisiert, sodass es eine schwache Zirkulation bildete und nur von Konvektion umgeben war. Das veranlasste das NHC dazu, das Gebiet in einen tropischen Sturm zu aktualisieren, der den Namen Paul erhielt. Zu diesem Zeitpunkt befand sich der noch schwache Paul 1065 km südsüdwestlich von Niederkalifornien. Entlang eines subtropischen Rückens über Zentralmexiko war Paul gezwungen nach Westen zu ziehen und traf daraufhin auf ein Gebiet mit nur leichter Windscherung und hohen Wasseroberflächentemperaturen. Wegen dieser sehr guten Bedingungen startete Paul eine rapide Intensivierung und verstärkte sich am Morgen des 15. Oktobers in einen Kategorie-1-Hurrikan. Nur 12 Stunden später bildete Paul ein gut sichtbares Auge und erreichte zu diesem Zeitpunkt Windgeschwindigkeiten von 195 km/h, was einem Major-Hurrikan der Kategorie 3 entspricht. Diesen Höhepunkt erreichte Paul schon, als er von seiner westlichen Richtung nach Nordosten Richtung Niederkalifornien abbog. Eine Kombination von hoher Windscherung und trockener Luft ließ Paul am 16. Oktober rasch abschwächen, bevor er am Abend das Land als ein Hurrikan der Kategorie 1 erreichte. Als Paul am 17. Oktober die Küste entlang zog und sich in einen tropischen Sturm abschwächte, machte der Sturm gleich zwei Landgänge, den ersten an der Südwestküste von Niederkalifornien als ein Kategorie-1-Hurrikan und den zweiten nahe der Stadt Bahía Asunción im Bezirk Mulegé, im Bundesstaat Baja California Sur, Mexiko als ein tropischer Sturm. Nach den Landgängen stufte das NHC Paul zu einem tropischen Tiefdruckgebiet herab. Nur wenig später degenerierte Paul zu einem außertropisches Resttief ohne jegliche Konvektion und ohne eine Zirkulation.
- NHC, Sturmarchiv zu Hurrikan Paul (englisch)
- NHC, Grafikenarchiv zu Hurrikan Paul (englisch)
- NHC, Tropical Cyclone Report on Hurricane Paul (englisch; PDF; 1,5 MB)

### Tropischer Sturm Rosa
Am 26. Oktober begann das NHC ein Gebiet niedrigen Luftdruckes 1000 km südsüdwestlich von Manzanillo, Mexiko zu beobachten. Dieses konnte sich am folgenden Tag langsam organisieren und bekam an diesem Tag eine mittlere Chance zur Entstehung eines tropischen Zyklons. Diesen Status konnte das Gebiet in den nächsten Tagen halten und erhielt am Abend des 29. Oktobers sogar eine hohe Chance, sodass es am 30. Oktober um 10:00 Uhr UTC als tropisches Tiefdruckgebiet Siebzehn-E klassifiziert wurde. Nur 5 Stunden nach der Aktualisierung verstärkte sich das Tiefdruckgebiet in den tropischen Sturm Rosa. Der Sturm erreichte seinen Höhepunkt am 1. November um 3:00 Uhr UTC mit Windgeschwindigkeiten von 85 km/h und einem minimalen Luftdruck von 1001 hPa, was einem moderaten tropischen Sturm entspricht. Nach dem Höhepunkt schwächte sich Rosa jedoch immer weiter ab und war am 3. November um 21:00 Uhr UTC nur noch ein tropisches Tiefdruckgebiet. Noch am selben Abend degenerierte Rosa zu einem Resttief.
- NHC's Sturmarchiv zu Tropensturm Rosa (englisch)
- NHC's Grafikenarchiv zu Tropensturm Rosa (englisch)
- NHC's Tropical Cyclone Report on Tropical Storm Rosa (PDF; 156 kB)